# Ocrepeira bispinosa
Ocrepeira bispinosa là một loài nhện trong họ Araneidae.
Loài này thuộc chi Ocrepeira. Ocrepeira bispinosa được Cândido Firmino de Mello-Leitão miêu tả năm 1945.